# Учур
Учур (якут. Учур өрүс) — річка на Далекому Сході Росії, протікає по території Аяно-Майського району Хабаровського краю та Алданського улусу Республіки Саха (Якутія). Права притока річки Алдан. Належить до водного басейну Лени → моря Лаптєвих.

## Географія
Річка бере свій початок на південно-східних схилах гори Гола (1658 м), в східному краї Станового хребта, на висоті 1250 м над рівнем моря, за іншими даними — 1420 м. Тече по східній околиці Алданського нагір'я. У верхів'ях Учур тече в основному на північ, в середній течії — на північний захід, а в нижній — знову тече на північ і впадає в річку Алдан із правого берега, за 4 км на північ від села Чагда і навпроти північно-східного берега острова Первомайського (~10 км²).
Довжина річки — 812 км, а від витоку Гонам до гирла Учур довжина складає 952 км, площа басейну — 113000 км². Це третя за довжиною, після Амги (1462 км) і Майї (1053 км) притока Алдану та перша — за витратою води (1345 м³/с в гирлі). Середній похил становить — 1,53 м/км, але у верхів'ї на відрізку у 60 км похил становить приблизно 6,9 м/км.
Береги річки малозаселені. Іноді зустрічаються споруди для тимчасового проживання мисливців — зимники, та бараки в яких проживали геологи та робітники численних рудників. Чи не єдине поселення, розташоване за 4 км від гирла річки — село Чагда (204 особи, 2013).
Учур на всьому протязі русла тече серед гористої місцевості. До гирла річки Кураханди долина вузька, цілком зайнята руслом річки. Далі з'являються більш відкриті ділянки з поодинокими островами. Русло вкрите галькою, з великими каменями. Багато перекатів, шивер, порогів. На перших 140 км середня швидкість течії в межень — 1,5-1,8 м/сек.
На ділянці від 670 до 520 км від гирла, Учур тече серед невисоких лісистих гір. Долина широка (3-6 км), заболочена. Русло дуже звивисте, ділиться на рукави. Поблизу русла багато озер-стариць. Основні перешкоди — перекати та окремі великі камені в руслі. На цій ділянці течія помітно сповільнюється (середня швидкість в межень — 1,1-1,3 м/сек).
Нижче гирла Уяна русло Учур помітно випрямляється. Ширина річки змінюється від 80 до 640 м. Як і раніше багато лісистих островів, наносних відкладів, галькових перекатів. Невисокі гори обрамляють русло скелястими кручами.
Починаючи із 430 км від гирла, долина річки знову звужується до 200–100 м, затиснута з обох боків горами. Русло дуже звивисте. Островів немає. Між Геканом та Хайканом річка розрізає хребет Лурікан. Середній ухил русла тут досягає 2,14 м/км. Вершини хребта піднімаються над водною поверхнею на 700–1000 м. Стрімкі скелі, притиски, пороги вимагають від подорожніх підвищеної уваги.

## Острови
Русло Учур всіяне великою кількістю островів, найбільші із них (від витоку до гирла): Безіменний (1,9 км²), Кюле-Юрює (0,9 км²), Факторія (1,7 км²), Чортов (1,3 км²), Болокто (1,0 км²), Курунг-Хохоє-Арита (2,9 км²), Гусиний (1,3 км²), Ат-Арита (2,1 км²), Ягідний (1,0 км²).

## Гідрологія
Спостереження за водним режимом річки проводилось протягом 46 років (1954–1999) на станції в поселені Чюльбе, розташованого за 154 км від гирла, впадіння її в Алдан. Середньорічна витрата води яка спостерігалася тут у цей період становила 1 211 м³/с для водного басейну 108 000 км², що становить близько 96% від загальної площі басейну річки. За період спостереження встановлено, що річка розкривається в першій половині травня, замерзає на початку жовтня. На ділянках виходів термальних вод — ополонки. Час повеней триває із травня по серпень, межень з листопада по квітень. Мінімальний середньомісячний стік за весь період спостереження становив 46,6 м³/с (у березні), що становить всього 1,3% від максимального середньомісячного стоку, який відбувається у червні місяці та становить — 3 652 м³/с і показує надзвичайно високу амплітуду сезонних коливань.
За період спостереження, абсолютний мінімальний місячний стік (абсолютний мінімум) становив 19,8 м³/с (у березні 1970 року), абсолютний максимальний місячний стік (абсолютний максимум) становив 8 820 м³/с (у червні 1956 року).

## Притоки
Річка Учур приймає близько ста сорока приток, довжиною більше 10 км. Найбільших із них, довжиною понад 50 км — 12 шт (від витоку до гирла):
| Назва притоки | Довжина,(км) | Площа водозбірного басейну, (км²) | Відстань від гирла Учур, (км) | Витрата води,(м³/с) |
| ліві притоки  | ліві притоки | ліві притоки                      | ліві притоки                  | ліві притоки        |
| ------------- | ------------ | --------------------------------- | ----------------------------- | ------------------- |
| Уян           | 233          | 6 370                             | 520                           |                     |
| Гекан         | 73           |                                   | 393                           |                     |
| Хайкан        | 150          | 2 030                             | 374                           |                     |
| Тиркан        | 238          | 7 280                             | 355                           |                     |
| Гонам         | 686          | 55 600                            | 266                           | 530                 |
| Гинним        | 297          | 15 100                            | 189                           |                     |
| Мегюскеен     | 59           |                                   | 105                           |                     |
| праві притоки |              |                                   |                               |                     |
| Бириндя       | 70           |                                   | 625                           |                     |
| Улкан         | 111          | 1 529                             | 596                           |                     |
| Д'юйюкеен     | 50           |                                   | 489                           |                     |
| Онне          | 63           |                                   | 300                           |                     |
| Чюльбе        | 86           | 2 130                             | 154                           |                     |